# بيدرو نونو
بيدرو نونو (13 يناير 1993 في البرتغال - ) هو لاعب كرة قدم برتغالي في مركز الهجوم. لعب مع نادي أكاديميكا كويمبرا.

## روابط خارجية
- بيدرو نونو على موقع اتحاد تركيا (لاعب) (الإنجليزية)
- بيدرو نونو على موقع قاعدة بيانات كرة القدم.إي يو (الإنجليزية)
- بيدرو نونو على موقع Soccerway.com (الإنجليزية)
- بيدرو نونو على موقع AS.com (الإسبانية)